# علاقات المحليين
تحليل العلاقات هي أحد أنشطة الاتصالات المؤسسية والتسويق التي تتواصل المؤسسات عن طريقها مع محللي نشاط]تقنيات الاتصالات والمعلومات (أحيانًا يطلق عليهم محللو البحوث) ممن يعملون لصالح شركات خاصة للبحوث والاستشارات.
عادة ما تُخصص كبريات المؤسسات العاملة في مجال توريد التقنيات (المكونات المادية للحاسوب والبرمجيات والشبكات وخدمات تقنية المعلومات) فردًا أو فريقًا لتحليل العلاقات (أحيانًا تسمى علاقات النشاط). وتتمثل مهامهم في اطلاع محللي النشاط على إستراتيجية شركتهم ومنتجاتها وخدماتها إضافة إلى مساعدتهم في الشؤون البحثية بجانب الدور الأهم الذي يتمثل في محاولة إقناع تلك الأطراف الأخرى المؤثرة بتمثيلهم في أفضل صورة ممكنة (أمام المشترين والمستخدمين النهائيين لمنتجات تقنية المعلومات).
وغالبًا ما يرفع العاملون بتحليل العلاقات تقاريرهم إلى أقسام الاتصالات في المؤسسات على الرغم من إمكانية رفعها إلى أقسام التسويق أو علاقات المستثمرين أو المبيعات أو غير ذلك.
وفي يونيو من عام 2006، تشكل معهد تحليل علاقات النشاط ليكون بمثابة جمعية غير ربحية للمتخصصين في مجال تحليل العلاقات.
يُلاحظ وجود فرق أو موظفين أو كليهما معًا لتحليل العلاقات في العديد من شركات تقنيات المعلومات والاتصالات مثل أي بي إم وتي سي إس وأوراكل وساب وبي تي وتيك ماهيندرا وكوالكوم وإبيكور وإريكسون، ويرفعون تقاريرهم إما لأقسام الاتصالات أو التسويق بالمؤسسات وفي بعض الأحيان يرفعونها لمجلس الإدارة أو لرئيس قسم المبيعات.
جدير بالذكر أن أغلب أقسام علاقات المستثمرين تكون أقسامًا مستقلة - رغم أنها ترفع تقاريرها أيضًا لأقسام الاتصالات المؤسسية - تتمثل مهمتها في إدارة العلاقات مع المحللين الماليين لأن إظهار المعلومات المالية يخضع لقواعد شديدة الخصوصية.

## كتابات أخرى
- Win Them Over: A Survival Guide for Corporate Analyst Relations/Consultant Relations Programs, Efrem Mallach, Folrose, 2007, ISBN 978-0-906378-01-4
- SIPR Analyst Relations guide
- Defining "Analyst Relations", SageCircle
- Influencing the Influencers, William S Hopkins, Stephen England, Christopher Wilder, Knowledge Capital Group, 7 October 2006, ISBN 978-0-9789643-0-6
- Getting Results from your Analyst Relations Strategies, Louis Columbus, iUniverse, 19 November 2004, ISBN 978-0-595-33462-9
- Industry Analyst Relations - An Extension to PR, Ralf Leinemann, Duncan Chapple, Folrose Ltd, 9 September 2008, ISBN 978-0-906378-03-8

## وصلات خارجية
- Institute of Industry Analyst Relations